# Hero (Skillet)
Hero è un singolo della band statunitense Skillet, estratto dall'album Awake.